# Lemmersdorfer Mühle
Lemmersdorfer Mühle ist ein Wohnplatz im Ortsteil Hetzdorf der amtsfreien Gemeinde Uckerland im Landkreis Uckermark in Brandenburg.

## Geographie
Der Ort liegt einen Kilometer südöstlich von Lemmersdorf und sieben Kilometer südsüdwestlich von Strasburg (Uckermark). Die Nachbarorte sind Fahrenholz und Karlstein im Nordosten, Kleisthöhe im Osten, Hetzdorf im Südosten, Gneisenau im Süden, Wolfshagen im Westen sowie Lemmersdorf im Nordwesten.